# S.A. Hedlunds park

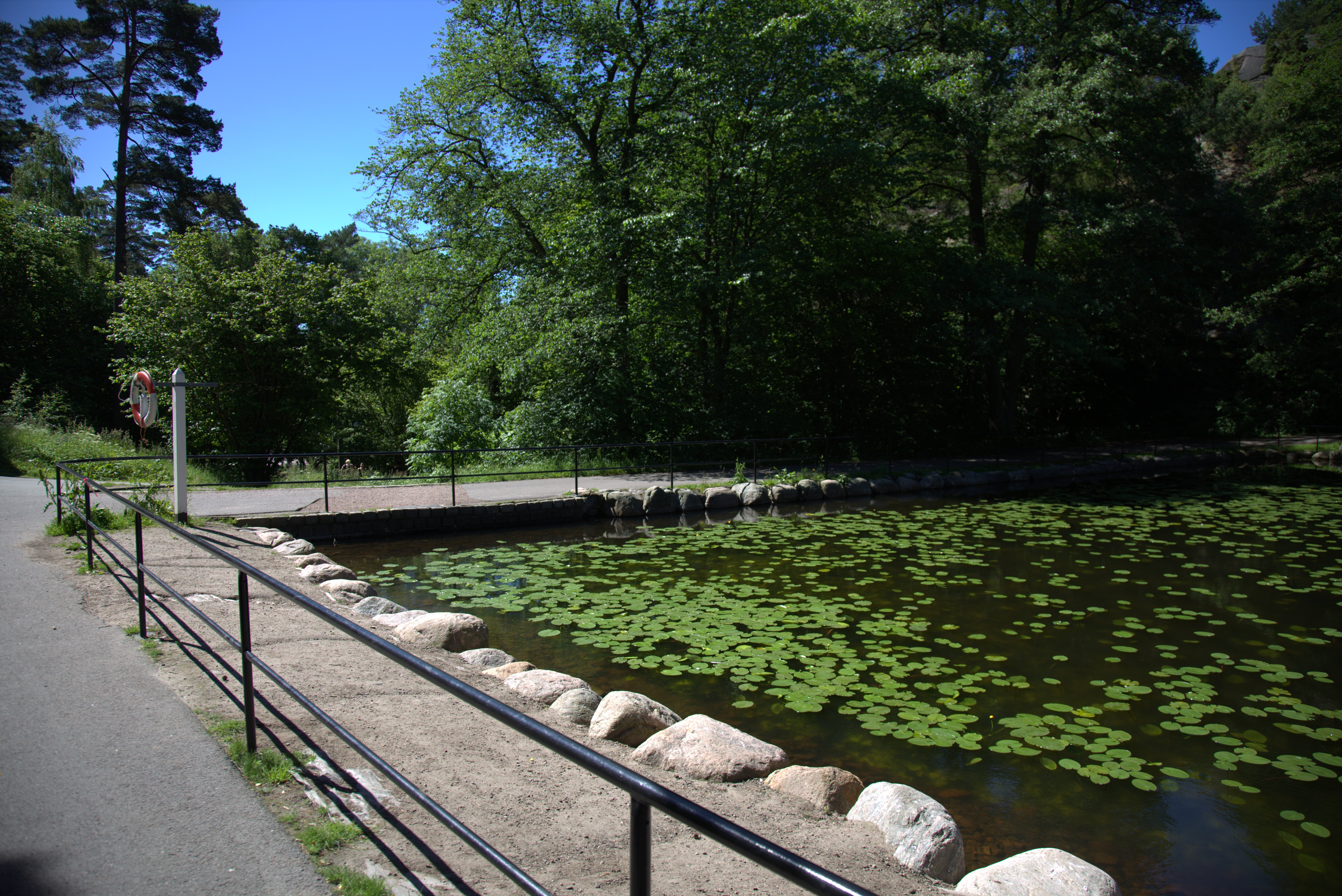
Slätta damm i S.A. Hedlunds park, med uppdämningen.

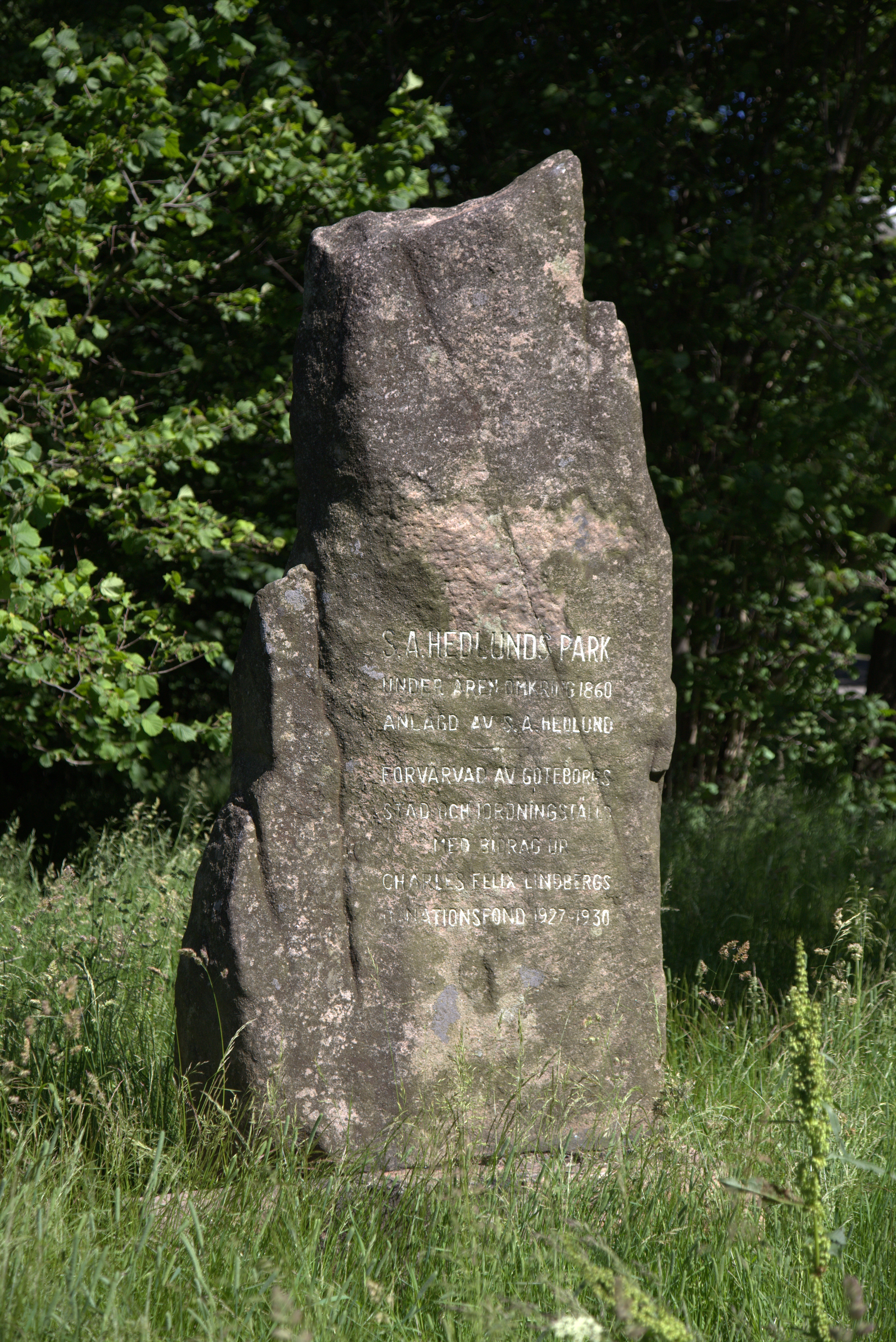
Stenen vid parkens södra entré.

S.A. Hedlunds park är en park i primärområdena Slättadamm och Tuve på Hisingen i Göteborg. S.A. Hedlunds park ingår i Hisingsparken, som är Göteborgs största parkområde.

## Historia
Det var den kände publicisten, riksdagsmannen och kommunalmannen Sven Adolf Hedlund som på 1850-talet köpte in den närliggande gården Bjurslätt, vilken han gjorde om till sitt sommarställe. Kring år 1860 lät Hedlund dämma upp en myr som bildade dammen, Slätta damm. Han lät även plantera skog i området kring dammen. Parkens yta är cirka 1,1 hektar.
År 1928 ville kommittén för Charles Felix Lindbergs donationsfond att staden, med finansiellt stöd av fonden, skulle köpa in området. Detta beviljades av stadsfullmäktige den 21 juni 1928, då parken också fick namnet S.A. Hedlunds park. Donationsfonden bidrog 1927 med 25 000 kronor och 1930 med 10 000 kronor.  
På en sten som rests vid parkens södra entré står det:
| ” | S.A. HEDLUNDS PARK Under åren omkring 1860 anlagd av S.A. Hedlund. — Förvärvad av Göteborgs stad och iordningställd med bidrag ur Charles Felix Lindbergs donationsfond 1927–1930. | „ |

## Inskriptioner på berghäll
Nära korsningen mellan Arvid Lindmansgatans södra ända och Wieselgrensgatan finns en berghäll med inskriptioner, som fungerade som en slags gästbok. På hällen står hugget "Hällarne nämna frejdade gäster" samt över 60 olika namn på S.A. Hedlunds viktigaste gäster, däribland Hedlunds vän och medarbetare Viktor Rydberg. Andra namn som också står skrivna är S.A. Andrée, Asbjörnsen, Björnsson, E.G. Boström, Fredrika Bremer, Holger Drachmann, Hans Hildebrand, Ibsen, Carl Ifvarsson, O. Montelius, F. Nansen, A.E. Nordenskiöld, Paul Passy, Carl Snoilsky, Hugo Tamm, W.W. Thomas, Karl Warburg, Karolina Widerström, Aug. Wijkander, med flera.
Hällen har givit namn åt den närliggande Hällskriftsgatan.